# Sisyrinchium martense
Sisyrinchium martense är en irisväxtart som beskrevs av Pierfelice Ravenna. Sisyrinchium martense ingår i släktet gräsliljor, och familjen irisväxter.
Artens utbredningsområde är Colombia. Inga underarter finns listade i Catalogue of Life.